# Ludovico Bidoglio
Ludovico Bidoglio (Buenos Aires, 5 de febrero de 1900-25 de diciembre de 1970) apodado «Vico» fue un futbolista argentino. 
Se desempeñaba en la posición de defensor y destacó principalmente en el Club Atlético Boca Juniors, club en donde fue ídolo y logró una enorme cantidad de títulos (nueve en total) siendo los de mayor importancia cuatro torneos de Primera División Argentina en la denominada época amateur así como también el primer torneo de la llamada era profesional.
Se destacaba por su elegancia en las salidas y por la velocidad en los cruces. Disputó un total de 203 partidos con el Club Atlético Boca Juniors. Conformó una recordada y efectiva dupla central con Ramón Mutis en su estadía en el club.
Fue internacional con la Selección de Fútbol de Argentina, con la cual logró ganar dos Copa América (en aquel momento el torneo se denominaba "Campeonato Sudamericano de Selecciones"). Además es medallista olímpico, al lograr la medalla de plata en los Juegos Olímpicos de Ámsterdam 1928.

## Biografía
Debutó en Sportivo Palermo en 1916, donde estuvo hasta 1917 y luego pasó a Eureka en 1918 hasta 1921. Pero donde mejor mostró calidad de juego fue en Boca Juniors que lo adquirió en 1922. Su debut en Boca fue a fines de 1922 contra Independiente perdiendo 0-1. Con Boca ganó 9 títulos (Campeonatos nacionales de 1923, 1924, 1926, 1930 y 1931; Copa Ibarguren 1923 y 1924; Copa de Competencia Británica 1925 y Copa Estímulo 1926) que hizo obtener el mote de ídolo con la facción xeneize. Integró el plantel que consiguió en título de honor de la exitosa Gira europea de Boca Juniors de 1925. De finalidad, atildado, la contrafigura de su compañero Ramón Mutis, que era de marca dura, y con quién conformó una histórica zaga defensiva. Se caracterizaba por su velocidad para las coberturas, condición que había impuesto en sus comienzos como puntero derecho y su posterior pasaje como medio de ese lado. Era limpio, cultor del fair play, pero tuvo la desgracia de sufrir una grandísima lesión (fractura) en su choque contra el delantero de Estudiantes de La Plata, Zozaya, en 1931. Un símbolo de la historia de Boca. También tuvo un primo llamado Manuel, que jugó en Boca y llegaron a compartir el plantel en los años '20.

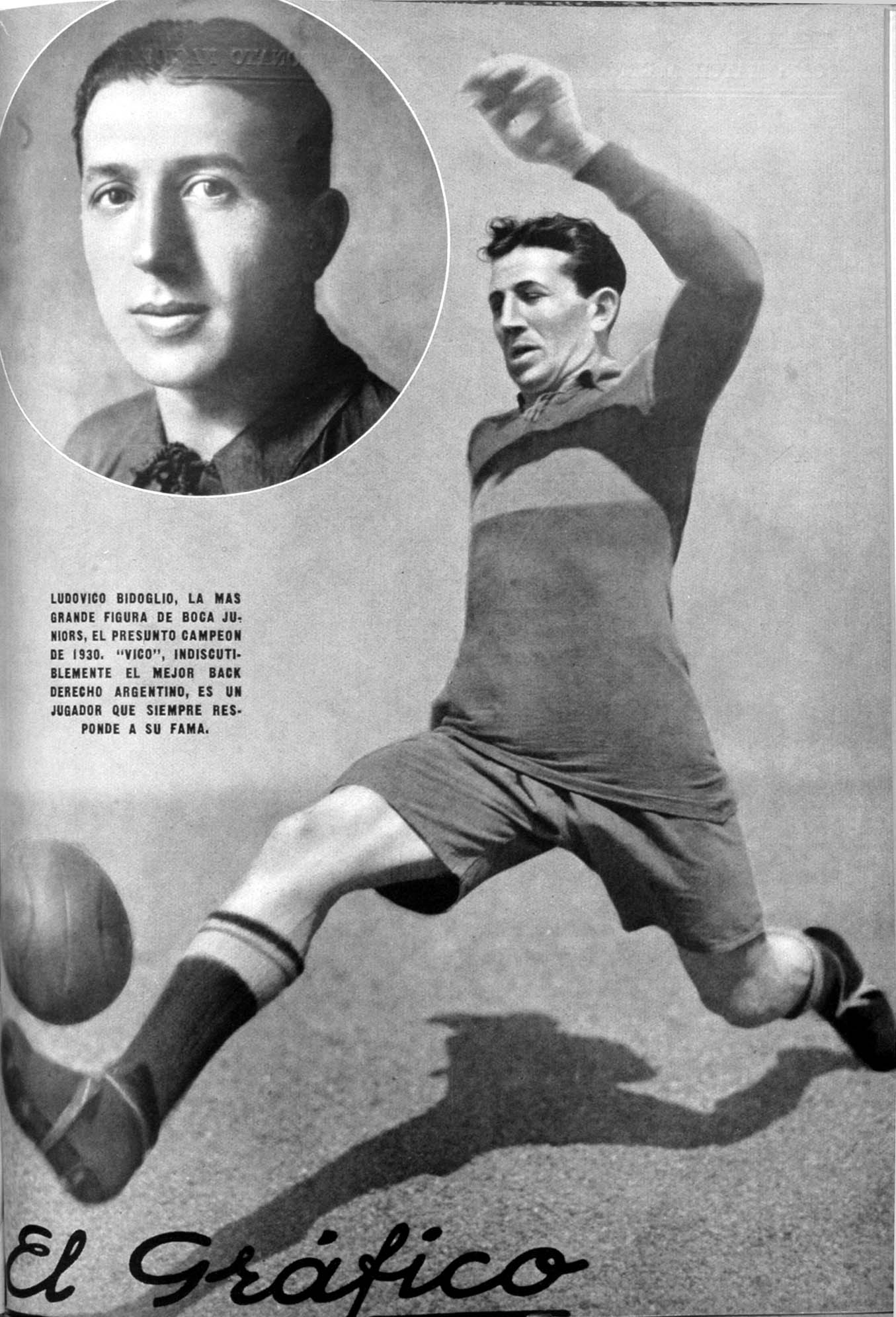
Bidoglio siendo tapa de El Gráfico en 1930, donde es descrito como "indiscutiblemente el mejor back derecho argentino".

### Selección nacional
Fue internacional con la Selección de fútbol de Argentina. Debutó en 24 de junio de 1923, siendo jugador de Boca Juniors. Con la celeste y blanca ganó el Sudamericano de 1925 y el de 1927, además de haber disputado otras 3 ediciones: 1923, 1924 y 1926. Obtuvo la Medalla de Plata en los Juegos Olímpicos de Ámsterdam 1928.

#### Participaciones en la Copa América
| Copa              | Sede      | Resultado |
| ----------------- | --------- | --------- |
| Copa América 1925 | Argentina | Campeón   |
| Copa América 1927 | Perú      | Campeón   |

### Vida personal
Tras su retiro del deporte profesional, Bidoglio se desempeñó como capataz en el Astillero Central del Puerto de Buenos Aires, junto a su hijo.

## Clubes
| Club                       | País      | Año         |
| -------------------------- | --------- | ----------- |
| Club Sportivo Palermo      | Argentina | 1916 - 1917 |
| Asociación Atlética Eureka | Argentina | 1918 - 1919 |
| Club Sportivo Palermo      | Argentina | 1920 - 1921 |
| Boca Juniors               | Argentina | 1922 - 1931 |

## Palmarés

### Campeonatos nacionales
| Título           | Club         | País      | Año  |
| ---------------- | ------------ | --------- | ---- |
| Primera División | Boca Juniors | Argentina | 1923 |
| Copa Ibarguren   | Boca Juniors | Argentina | 1923 |
| Primera División | Boca Juniors | Argentina | 1924 |
| Copa Ibarguren   | Boca Juniors | Argentina | 1924 |
| Primera División | Boca Juniors | Argentina | 1926 |
| Copa Estímulo    | Boca Juniors | Argentina | 1926 |
| Primera División | Boca Juniors | Argentina | 1930 |
| Primera División | Boca Juniors | Argentina | 1931 |

### Campeonatos internacionales
| Título                  | Club                | Sede final   | Año  |
| ----------------------- | ------------------- | ------------ | ---- |
| Copa de Honor Cousenier | Boca Juniors        | Uruguay      | 1920 |
| Campeonato Sudamericano | Selección argentina | Argentina    | 1925 |
| Campeonato Sudamericano | Selección argentina | Perú         | 1927 |
| Juegos Olímpicos        | Selección Argentina | Países Bajos | 1928 |